# Marc Weber
Marc Weber, född den 21 maj 1972 i Bochum i Tyskland, är en tysk roddare.
Han tog OS-silver i åtta med styrman i samband med de olympiska roddtävlingarna 1996 i Atlanta.